# اقبو
اقبو (به عربی: أقبو) یک شهرداری در الجزایر است که در استان بجایه واقع شده‌است.

## خصوصیات
اقبو ۵۲٫۱۸ کیلومترمربع مساحت و ۵۲٬۳۰۰ نفر جمعیت دارد و ۲۸۰ متر بالاتر از سطح دریا واقع شده‌است.